# Mgeni Jadi Kadika
Mgeni Jadi Kadika (nascida em 1957) é um membro do parlamento da Frente Cívica Unida na Tanzânia.

## Biografia
Mgeni Kadika recebeu os seus estudos em Pandani, Pemba North, deixando a escola secundária em 1976. De 1977 a 1980, ela trabalhou para o Ministério do Comércio de Zanzibar e, de 1980 a 1988, foi gerente de uma loja cooperativa.
Ela entrou na Assembleia Nacional em 2005 como deputada com assentos especiais e ocupou o seu lugar nas eleições de 2010 e 2015.
Em maio de 2016, Kadika perguntou se o governo iria fornecer educação pública e pesquisa sobre a doença fibróide uterina. Em abril de 2020, ela expressou preocupação com o aumento da incidência de doenças renais na Tanzânia e pediu ao Ministro da Saúde, Ummy Mwalimu, que divulgasse estatísticas regionais. Em maio de 2020, ela perguntou ao Ministro da Saúde, Ummy Mwalimu, quais ações o governo tanzaniano estava a tomar, além da triagem fronteiriça, para proteger os cidadãos tanzanianos do COVID-19.
Mgeni Kadika foi um dos 21 deputados que desertaram da CUF para se juntar ao ACT-Wazalendo em junho de 2020.